# Container Zéro
Container Zéro est une installation artistique réalisée par Jean-Pierre Raynaud en 1988. Il s'agit d'une structure cubique en acier entièrement carrelée de blanc. Réalisée sur place en réponse à une commande, elle est conservée au musée national d'Art moderne, à Paris.